# Dick Joyce
Richard John "Dick" Joyce, född 1 maj 1946 i Wellington i Nya Zeeland, är en nyzeeländsk roddare.
Han tog OS-guld i åtta med styrman i samband med de olympiska roddtävlingarna 1972 i München.